# Санта Круш Футебол Клубе
Санта Круш (на португалски: Santa Cruz Futebol Clube) е бразилски футболен клуб създаден в Ресифе, Пернамбуко.

## История
Отборът е създаден на 3 февруари 1914 от двама младежи по на 14 и 16 години, които много обичали да играят футбол и го правели предимно на улицата пред църквата Санта Круш в Ресифе. Оттам идва и името на клуба.
Първите учредители на клуба са:
- Абелардо Коста,
- Александре Карвальо,
- Аугусто Фланкин Учоа Дорнелас Камара,
- Хосе Луис Виера,
- Хосе Глансерио Бонфим,
- Луис де Гонзага Барбальо Рамос,
- Орландо Елиас дос Сантос,
- Освалдо дос Сантос Рамос, и
- Куинтино Миранда Паес Барбето.

Първата среща на създателите на клуба се състои на улица Мангуейра. На тази среща е избрано името и цветовете, с които ще се състезава тима.
Оригиналните цветове на отбора са черно и бяло, но по-късно са сменени понеже друг клуб играе със същите цветове (Фламенго от Алковерде).
На първия мач на Санта Круш се събират много хора за да видят как „тимът от момчета“ (тогавшно прозвище на Санта Круз) побеждават Рио Негре с общ резултат от 7 – 0. След загубата футболистите на Рио Негре не са доволни и искат реванш. Правилата на този реванш обаче изискват футболистът на Санта Круз Силвио Мачадо, който отбелязва пет гола в първата среща да не участва. Въпреки куриозното условие Санта Круш приема предложението. Карлиндо, който замества Силвио Мачадо отбелязва 6 гола и мачът завършва 9 – 0.
В началото на 20 век футболът става елитен спорт в Ресифе. Той се играе предимно от момчета от по висше съсловие и от работници, които работят в английски компании в Ресифе. По това време съществува расизъм в страната и на бразилците с черен тен не се позволява да играят във футболен клуб. Санта Круш е първият отбор в щата Пернамбуко, който приема и чернокожи. Първият от тях е Лакрая. Този факт допринася за популярността на клуба, защото Афро-бразилците съставят голяма част от населението в Бразилия.
През 1915 г. на стадион Афлитос тимът сътворява една от най-големите футболни зрелища в историята на Бразилия. На препълнения стадион Санта Круз губи с 5 – 1 петнадесет минути преди края. Футболистите обаче сътворяват чудо като само за 15 минути отбелязват 6 гола.
На 30 януари, 1919 Санта Круш побеждава сензационно с 3 – 2 Ботафого. На мача присъства и създателя на аероплана Алберто Сантос-Дюмон. На 31 януари същата година Jornal Pequeno (малък вестник) излиза със заглавие „ФК Ботафого бе победен от нашите момчета с 3 – 2“. За първи път отбор от североизточната част на страната побеждава клуб от южната част на Бразилия.
На 13 декември, 1931 Санта Круш печели за първи път футболната титла на областта като побеждава Торе с 2 – 0. Най-голям принос за успеха имат футболистите Тара и Шерлок.
На 10 декември, 1934, бразилския национален отбор по футбол, който току-що се е завърнал от световното първенство по футбол през 1934 в Италия прави обиколка около областта Пернамбуко като същевременно играе приятелски мачове с най-добрите тимове от тази част на страната. Националите побеждават Спорт Клуб до Ресифе с 4 – 2, Клубе Наутико Капибарибе с 8 – 3 и Санта Круз с 3 – 1. Поради забавяне с транспорта националите на Бразилия не успяват да се завърнат навреме в Рио де Жанейро, а това е чудесен повод Санта Круш да поиска реванш. Преиграването е уговорено и Санта Круш побеждава с 3 – 2.
През периода от 1960 до 1970 Санта Круш се ползва с висока популярност. Отборът показва превъзходна игра в националните шампионати.
През 1972 Пеле играе своя мач номер 1000 именно срещу Санта Круш.
През 1975 клубът от Ресифе стига до полуфинал във футболното първенство на Бразилия. Той е първият бразилски отбор от севера, който стига толкова напред в състезанието. Полуфиналът е срещу Крузейро на 7 декември. Футболистите на Санта Круш губят с 3 – 2.

## Легендарни състави (на латиница)

### 1913 Първия отбор
Waldemar Monteiro; Abelardo Costa and Humberto Barreto; Raimundo Diniz, Osvaldo Ramos, José Bonfim; Quintino Miranda, Sílvio Machado, José Vieira, Augusto Ramos, Osvaldo Ferreira.

### Тимът от 1931
Dada, Sherlock, and Fernando; Doía, Julinho, and Zezé; Walfrido, Aluízio, Neves, Tará, Lauro, and Estevão. Also João Martins and Popó.

### Тимът от 1957
Aníbal, Diogo e Sidney; Zequinha, Aldemar, and Edinho; Lanzoninho, Faustino, Rudimar, and Jorginho. Coach: Alfredo Gonzalez.

### Тимът от 1969 – 1973
Detinho, Gilberto, and Pedrinho;
Norberto, Reginaldo, Birunga, Zé Júlio, Ari, Zito, Luciano, Fernando Santana, Facó, Mirobaldo, Nivaldo, Vila Nova, Cuíca, Rubens Salim, Givanildo, Aloísio Linhares, Naércio, Joel, Rivaldo, Gena, Antonino, Souza, Ramon, Erb, Derivaldo, Batista, Cabral, Zinho, Osvaldo, Telino, Adílson, Cassiano, Uriel, Vályer, Lourival, Botinha, Pogito, Miruca, Betinho, Ferreira, Sapatão, Zé Carlos Olímpico, and Bita.

### 1972 Митичния мач на стадион Аруда
Detinho (вратар); Ferreira, Sapatão, Rivaldo, and Cabral; Erb and Luciano (защитници); Cuíca, Santana, Ramon, and Betinho (нападател).

### Тимът от 1976
Gilberto, Carlos Alberto Barbosa, Alfredo Santos, Levir, and Pedrinho; Givanildo (Ricardo), (Lula) and Jandir; Betinho, Nunes, Volne, and Pio. Also: Picasso, Orlando, Carlos Alberto Rodrigues, Mazinho, and Marquinhos.

### Тимът от 1980
Joel Mendes and Cláudio;
Carlos Alberto Barbosa, Vacil, and Pedrinho;
Alfredo Santos and Paranhos;
Givanildo, Deinha, Jadir, Betinho, and Gonçalves;
Volney, Neinha, Zé Roberto, Lula;
Evaristo de Macêdo (треньор).

### Тимът от 1983
Liz Neto, Ricardo, Gomes, Édson Furquim, and Almeida; Zé do Carmo, Henágio e Ângelo; Gabriel, Django, and Peu. Birigui, Marco Antônio, Henrique, Ivan, and Bebeto. Coach: Carlos Alberto Silva.

## Дербита
Най-големите дербита на клуба са срещу:
- Спорт Клуб до Ресифе и
- Клубе Наутико Капибарибе

## Прочути футболисти
- Зе Бонфим
- Тара
- Дживанилдо
- Фуманчу
- Левир Кулпи
- Карлош Алберто
- Рамон
- Биригуи
- Зе до Кармо
- Ривалдо
- Рикардо Роша
- Нилсон

## Известни президенти на отбора
- Джеймс Торп
- Аристофанес де Андраде
- Хосе Инохоса
- Йонас Алваренга